# Tyrannochthonius amazonicus
Tyrannochthonius amazonicus és una espècie d'aràcnid de l'ordre Pseudoscorpionida de la família Chthoniidae.

## Distribució geogràfica
Es troba  a Brasil.